# Макс Хэдрум: на 20 минут в будущее
«Ма́кс Хэ́друм: на 20 минут в будущее» (англ. Max Headroom: 20 Minutes into the Future) — телефильм в стиле киберпанк, созданный студией Chrysalis для британского канала Channel 4, в котором описывается история Макса Хэдрума — телеведущего, сгенерированного с помощью компьютерных технологий.
Позднее, из оригинального фильма был создан сериал, спродюсированный в Великобритании, но показанный в США.

## Сюжет
В первых минутах фильма происходит знакомство с Эдисоном Картером (Мэтт Фрюэр), телевизионным репортёром, чья цель — разоблачать коррупцию и жадность. Картер обнаруживает, что его работодателем, Сетью 23 (англ. Network 23), была создана новая форма подсознательной рекламы (т. н. «blip-verts», в дословном переводе звучит как «вспышка веры»), которая может быть смертельно опасной для некоторых телезрителей.
При попытке сбежать из штаб-квартиры Сети с доказательством, Эдисон получает серьёзную травму головы, ударившись об шлагбаум с надписью «Максимальная высота» (англ. max headroom). Подумав, что Картер убит, исполнительный директор Брюс Линч, гений-подросток, работающий учёным в Сети 23, записывает цифровую копию памяти и разума Картера. Запись должна была быть использована для создания компьютерной замены Картера с целью сокрытия его смерти.
Тем не менее, программа Брюса содержит ошибки и, видимо, некорректна: снова и снова бубнит «Макс Хэдрум» (то, что видел Картер перед тем, как потерял сознание, и первые, хоть и примитивные слова, которые Макс говорит, пока его цифровое изображение, подергиваясь, превращается в точную чёткую копию Эдисона). Брюс инструктирует наёмников, чтобы они избавились и от бессознательного Эдисона, и от его виртуальной копии, но они продают Картера в донорский банк органов, а виртуальную копию — владельцу пиратской ТВ-станции «Биг Тайм» (англ. Big Time) Бланку Регу.
Рег «воспитывает» самообучающуюся нейропрограмму, и в результате она начинает жить собственной странной жизнью. Теперь Макс без умолку выдает искромётные шутки в своём новом шоу на «Биг Тайм», и рейтинги канала Рега резко идут вверх.
Тем временем, Картер приходит в себя и бежит из донорского банка. С помощью коллеги Торы Джонс (Аманда Пэйс) и благодаря шоу Макса, отвлёкшего от него внимание, Картер в конечном счёте одерживает победу над Сетью 23.

## Сериалы
После создания фильма студиями Chrysalis Visual Programming и Lakeside Productions был снят сериал под названием «Макс Хэдрум» (англ. Max Headroom). В 1987-1988 гг. на канале ABC было показано 40 эпизодов данного сериала. В первом эпизоде были использованы кадры из оригинального фильма, остальные же были пересняты с американскими актёрами. В американской версии в роли босса Эдисона, Мюррэя, снялся Джеффри Тэмбор. Музыкальное сопровождение написал музыкант группы «Pablo Cruise» Кори Лериос.
В 1987 году на канале Cinemax выходило ток-шоу с участием Хэдрума, названное «The Original Max Talking Headroom Show».